# Премия «Давид ди Донателло» за лучшую художественную постановку
Премия «Давид ди Донателло» за лучшую художественную постановку (итал. David di Donatello per il miglior scenografo) — один из призов национальной итальянской кинопремии «Давид ди Донателло». Вручается ежегодно с 1981 года.

## Список лауреатов и номинантов

### 1980-е
- 1981:
  - Марио Гарбулья — Подлинная история дамы с камелиями
- 1982:
  - Лоренцо Баральди — Маркиз дель Грилло
- 1983:
  - Данте Ферретти — Ночь Варенны
- 1984:
  - Данте Ферретти — И корабль плывет
- 1985:
  - Энрико Джоб — Кармен
- 1986:
  - Энрико Джоб — Сложная интрига с женщинами, переулками и преступлениями
- 1987:
  - Данте Ферретти — Имя розы
- 1988:
  - Бруно Чезари , Освальдо Дезидери и Фердинандо Скарфьотти — Последний император
- 1989:
  - Данило Донати — Франциск

### 1990-е
- 1990
  - Данте Ферретти — Голос луны
  - Джантито Буркьелларо — Мой дорогой доктор Граслер
  - Амедео Фаго и Франко Вельки — Открытые двери
  - Марио Гарбулья — Скупой
  - Франко Вельки — Странная болезнь
- 1991
  - Паоло Бьяджетти и Лучано Риччери — Путешествие капитана Фракасса
  - Джанни Сбарра — И свет во тьме светит
  - Андреа Кризанти — У них всё хорошо
  - Люсия Мирисола и Паола Коменчини — In nome del popolo sovrano
- 1992
  - Карло Сими — Бикс
  - Андреа Кризанти — Похититель детей
  - Эцио Фриджерио — Ближний круг
- 1993
  - Джанни Сбарра — Фиориль
  - Джанкарло Музелли — Смерть неаполитанского математика
  - Карло Сими — Долина камня
- 1994
  - Массимо Антонелло Геленг — О смерти, о любви
  - Джантито Буркьелларо — Воробей
  - Энрико Фиорентини — Ради любви, только ради любви
- 1995
  - Андреа Кризанти — Простая формальность
  - Джантито Буркьелларо — С согласия Перейры
  - Джанни Кваранта — Фаринелли-кастрат
- 1996
  - Франческо Брондзи — Фабрика звёзд
  - Энрико Джоб — Нимфа
  - Джанни Сильвестри — Ускользающая красота
- 1997
  - Данило Донати — Марианна Укрия
  - Джанкарло Базили — Нирвана
  - Джантито Буркьелларо — Принц Гомбургский
  - Андреа Кризанти — Перемирие
  - Джанни Сбарра — Избирательное сродство
- 1998
  - Данило Донати — Жизнь прекрасна
  - Альберто Коттиньоли и Стефано Тонелли — Шафер
  - Лучано Риччери — Праздника не будет
- 1999
  - Франческо Фриджери — Легенда о пианисте
  - Джанкарло Базили — Сицилийцы
  - Энрико Джоб — Фердинанд и Каролина

### 2000-е
- 2000
  - Франческо Брондзи — Закон противоположностей
  - Марко Дентичи — Кормилица
  - Массимо Антонелло Геленг и Марина Пинцути Ансолини — Любовь в зеркале
- 2001
  - Лучано Риччери — Нечестная конкуренция
  - Джанкарло Базили — Комната сына
  - Франческо Фриджери — Малена
- 2002
  - Луиджи Маркионе — Великий Медичи: Рыцарь войны
  - Джанкарло Базили — Один сумасшедший день!
  - Франческо Фриджери — Вайонт – безумие людей
- 2003
  - Данило Донати — Пиноккио
  - Паоло Бонфини — Таксидермист
  - Джантито Буркьелларо — Сабина
  - Марко Дентичи — Улыбка моей матери
  - Симона Мильотти — Сердце не с тобой
- 2004
  - Луиджи Маркионе — Легенда о мести
  - Паола Бидзарри — Агата и Шторм
  - Франко Чераоло — Лучшие из молодых
  - Марко Дентичи — Что с нами будет?
  - Франческо Фриджери — Не уходи
- 2005
  - Андреа Кризанти — Боль чужих сердец
  - Джанкарло Базили — Возвращённая любовь
  - Франческа Бокка — После полуночи
  - Марко Дентичи — Желанная жизнь
  - Беатрис Скарпато — Всё, что осталось от ничего
- 2006
  - Паола Коменчини — Криминальный роман
  - Джанкарло Базили — Кайман
  - Андреа Кризанти — Прощай любимая
  - Карло Де Марино — Огонь в моём сердце
  - Маурицио Маркителли — Мой лучший враг
- 2007
  - Карлос Конти — Новый свет
  - Франческо Фриджери — Я и Наполеон
  - Тонино Дзера — Незнакомка
  - Джузеппе Пирротта — Сто гвоздей
  - Андреа Кризанти — Гнездо жаворонка
- 2008
  - Франческо Фриджери — Вице-короли
  - Паола Бидзарри — Дни и облака
  - Джида Калабрия — Тихий хаос
  - Алессандра Мура — Девушка у озера
  - Тонино Дзера — Отель Мейна
- 2009
  - Франческо Фриджери — Демоны Санкт-Петербурга
  - Джанкарло Базили — Бешеная кровь
  - Паоло Бонфини — Гоморра
  - Джантито Буркьелларо — Караваджо
  - Лино Фиорито — Изумительный

### 2010-е
- 2010
  - Марко Дентичи — Побеждать
  - Джанкарло Базили — Тот, кто придёт
  - Андреа Кризанти — Холостые выстрелы
  - Маурицио Сабатини — Баария
  - Тонино Дзера — Первое прекрасное

- 2011
  - Эмита Фригато — Мы верили
  - Франческо Фриджери — Мои друзья – Как всё начиналось
  - Паола Коменчини — Добро пожаловать на юг
  - Паки Медури — В рай
  - Тонино Дзера — Валланцаска — ангелы зла

- 2012
  - Паола Бидзарри — У нас есть Папа!
  - Франческо Фриджери — Промышленник
  - Андреа Кризанти — Присутствие великолепия
  - Джанкарло Базили — Роман о бойне
  - Стефания Челла — Где бы ты ни был

- 2013
  - Маурицио Сабатини и Раффаэлла Джованнетти — Лучшее предложение
  - Паоло Бонфини — Реальность
  - Марко Дентичи — Это был сын
  - Марта Маффуччи — Диас: Не вытирайте эту кровь
  - Рита Рабассини — Сибирское воспитание

- 2014
  - Стефания Челла — Великая красота
  - Джанкарло Базили — Счастливые годы
  - Марко Дентичи — Сальво
  - Марта Маффуччи — Пристегните ремни
  - Мауро Радаэлли — Цена человека

- 2015
  - Джанкарло Музелли — Невероятный молодой человек
  - Лука Сервино — Чёрные души
  - Эмита Фригато — Декамерон
  - Паки Медури — Джулия и мы
  - Джузеппе Пирротта — Torneranno i prati

- 2016
  - Дмитрий Капуани и Алессия Анфузо — Страшные сказки
  - Маурицио Сабатини — Двое во вселенной
  - Массимилиано Стуриале — Меня зовут Джиг Робот
  - Джада Калабрия — Не будь злым
  - Паки Медури — Субура[1]
  - Людовика Феррарио — Молодость

- 2017
  - Тонино Дзера — Как чокнутые
  - Марчелло Ди Карло — В битве за любовь
  - Кармине Гуарино — Неделимые
  - Марко Дентичи — Приятных снов
  - Ливия Боргоньони — Ткань сновидений

- 2018
  - Дениз Гоктюрк Кобанбай, Ивана Гаргульо — Неаполь под пеленой
  - Ноэми Маркика — Любовь и пуля
  - Маурицио Сабатини — Уродливые и мерзкие
  - Тонино Зера — Девушка в тумане
  - Джанкарло Базили — Нежность
  - Лука Сервино — Ричард спускается в ад

- 2019
  - Дмитрий Капуани — Догмэн
  - Джанкарло Музелли — Революция на Капри
  - Самюэль Деор — Назови меня своим именем
  - Эмита Фригато — Счастливый Лазарь
  - Стефания Челла — Лоро

### 2020-е
- 2020
  - Димитри Капуани — Пиноккио
  - Нэлло Джорджетти — Счастливое число 5
  - Тонино Дзера — Первый король Рима
  - Андреа Касторино — Предатель
  - Инбал Вейнберг — Суспирия